# S.W.A.T. (televisieserie uit 1975)
S.W.A.T. is een Amerikaanse politieserie die door ABC uitgezonden werd van februari 1975 tot april 1976. De serie was een spin-off van The Rookies en volgde een SWAT-team dat ingezet wordt bij gevaarlijke politieoperaties. Er werden twee seizoenen ofwel 37 afleveringen geproduceerd.

## Verhaal
De serie volgt de nieuw opgerichte vijfkoppige SWAT-eenheid van een niet nader genoemde metropool in Californië. Deze speciale eenheid wordt alleen ingezet voor bijzonder gevaarlijke missies en situaties die reguliere politie-eenheden niet kunnen oplossen, zoals confrontaties, crisisonderhandelingen, gijzelingen, overvallen, schutters, moorden, bommeldingen, georganiseerde misdaad en terrorisme.
De eenheid staat onder leiding van luitenant Daniel "Hondo" Harrelson, bijgestaan door sergeant David "Deacon" Kay, de enige Afro-Amerikaanse agent van het team. Onder het commando van Harrelson en Kay staan Jim Street, een voormalige agent in uniform die zich bij SWAT aansluit nadat zijn partner is vermoord door een bende, Dominic Luca, die zich vanuit de narcoticabrigade bij SWAT voegt en vaak als komische noot fungeert en Travis Joseph "T.J." McCabe, de sluipschutter van het team.
Het privéleven van de SWAT-agenten, met name Harrelson, stond centraal in talloze afleveringen. Harrelsons vrouw Betty en hun twee jonge zoons waren vaak prominent aanwezig in de verhaallijnen. Andere terugkerende personages waren politieagenten en vrienden van het team zoals commissaris Edward Roman, de korpschef van de politie, en Hilda, een broodjesverkoopster.

## Rolverdeling

### Hoofdrollen
- Steve Forrest als luitenant Daniel "Hondo" Harrelson
- Robert Urich als agent Jim Street
- Rod Perry als sergeant David "Deacon" Kay
- Mark Shera als agent Dominic Luca
- James Coleman als agent Travis Joseph "T.J." McCabe

### Bijrollen
- Ellen Weston als Betty Harrelson
- Rose Marie als Hilda
- Richard O'Brian als commissaris Edward Roman

## Afleveringen
Het eerste seizoen bestaat uit 12 afleveringen en werd door ABC uitgezonden van 24 februari tot en met 26 mei 1975. Het tweede seizoen, bestaande uit 25 afleveringen, werd uitgezonden van 13 september 1975 tot en met 3 april 1976.
De serie was populair bij het publiek, maar controverses rondom de uitbeelding van geweld leidden uiteindelijk tot de annulering van een derde seizoen.

## Mediafranchise

### Filmadaptatie
In 2003 werd een filmversie van de serie uitgebracht met Colin Farrell en Samuel L. Jackson in de hoofdrollen. Steve Forrest heeft een cameo als vrachtwagenchauffeur en Rod Perry ("Deacon" Kay in de originele tv-serie) speelt de vader van LL Cool J's personage Deacon "Deke" Kaye.

### Reboot
Op 2 november 2017 ging een nieuwe versie van S.W.A.T. in première op CBS. Met acht seizoenen ofwel 163 afleveringen had deze reboot meer succes dat de originele serie.